# Albero di trinchetto

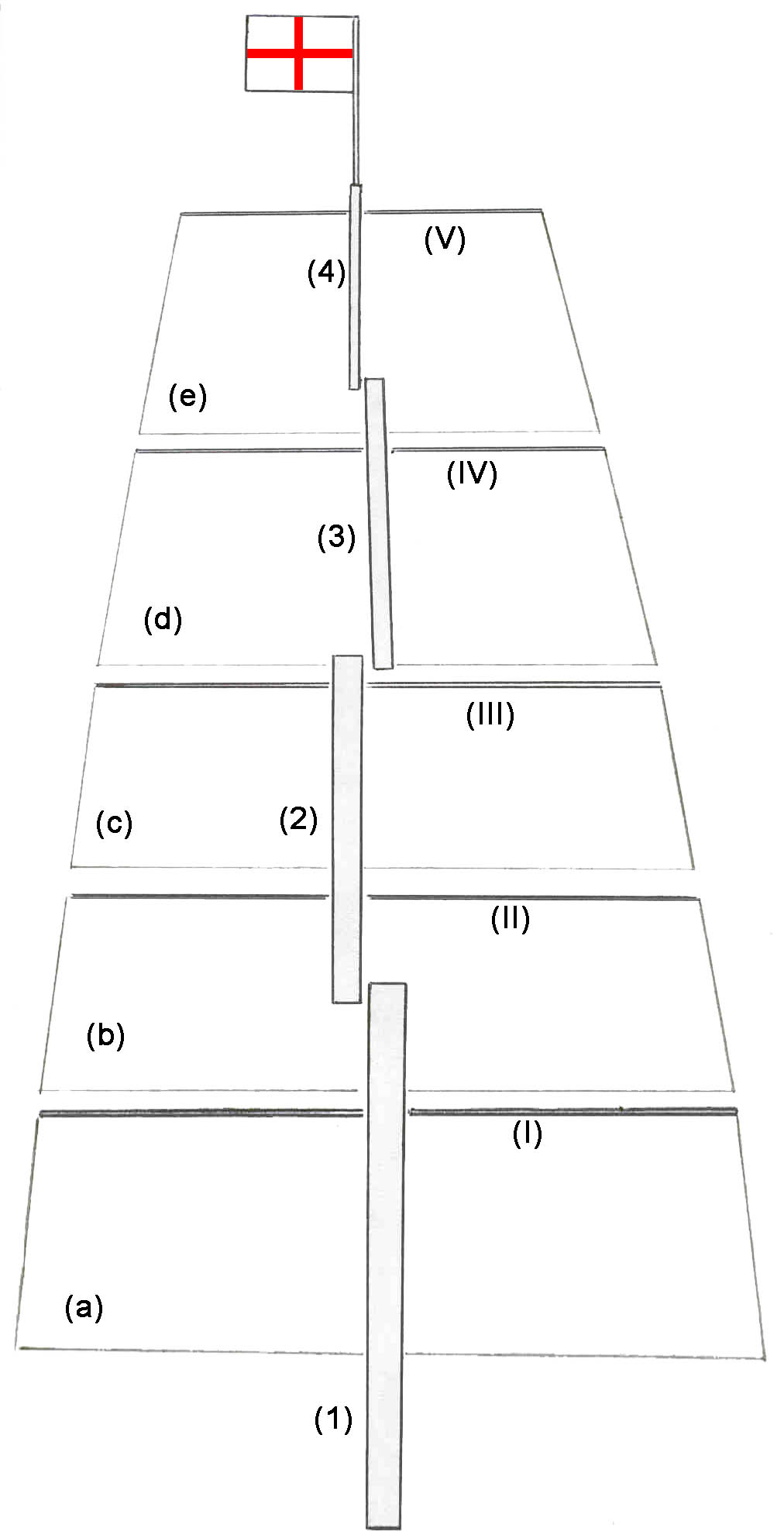
Schema di un albero di trinchetto generico

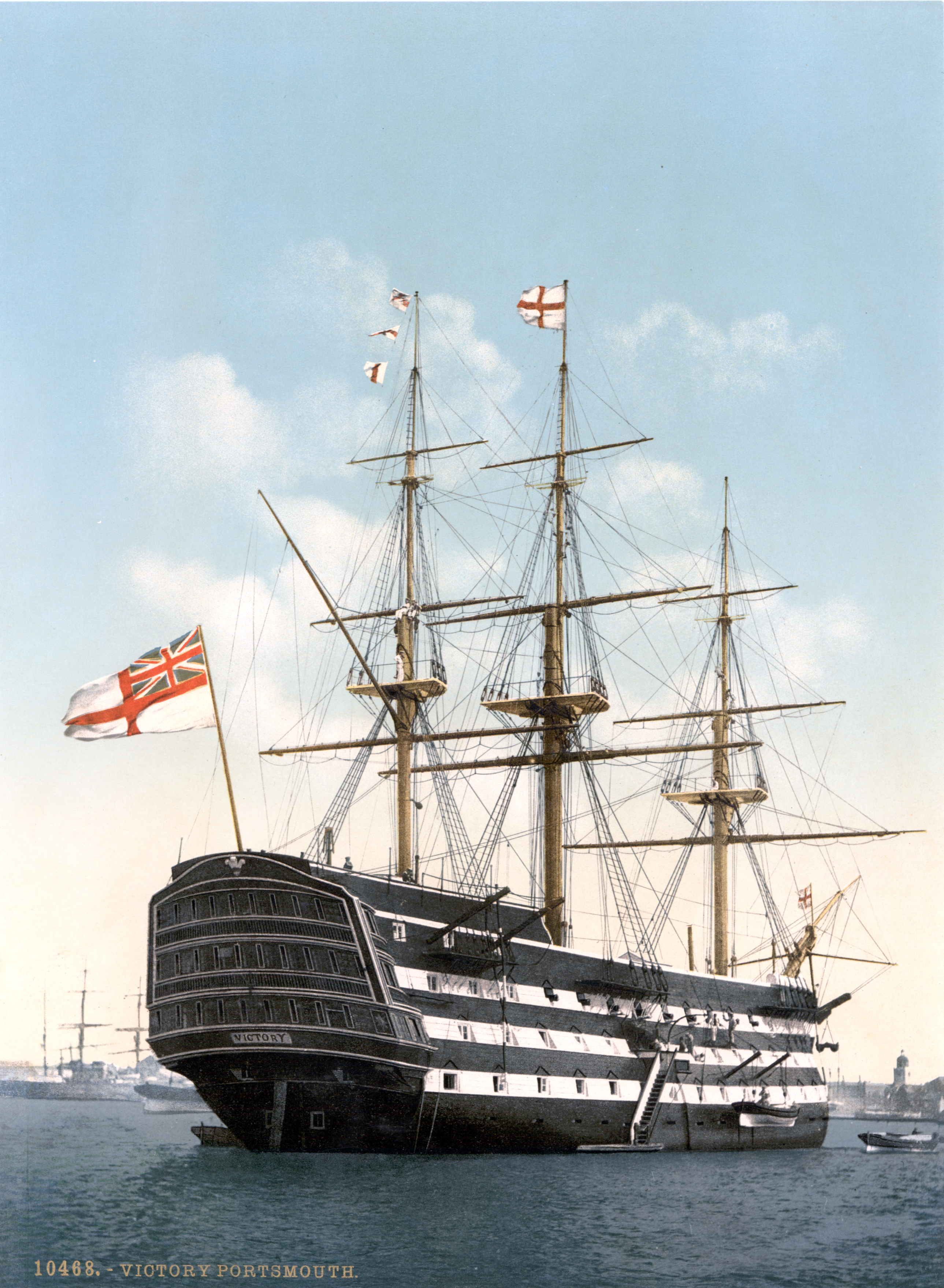
Il vascello britannico H.M.S. Victory alla fonda a Portsmouth: l'albero di trinchetto sta a prua

L'albero di trinchetto è l'albero delle navi a vela montato a proravia dell'albero di maestra. Solitamente è costituito da quattro parti ben distinte; partendo dal basso si ha:
- Fuso maggiore di trinchetto (1)
- Albero di parrocchetto (2)
- Alberetto di velaccino (3)
- Alberetto di controvelaccino (4)

In corrispondenza delle specifiche zone dell'albero appena descritte si trovano i rispettivi pennoni (più uno volante); partendo sempre dal basso:
- Pennone di trinchetto (I)
- Pennone di basso parrocchetto (II)
- Pennone di parrocchetto volante (III)
- Pennone di velaccino (IV)
- Pennone di controvelaccino (V)

I nomi delle vele inferite sull'albero di trinchetto prendono il nome dai rispettivi pennoni:
- Trinchetto (a)
- Basso parrocchetto (b)
- Parrocchetto volante (c)
- Velaccino (d)
- Controvelaccino (e)